# William C. deMille
William C. deMille (William Churchill deMille: 25 de julio de 1878 – 8 de marzo de 1955) fue un guionista y director estadounidense de la era del cine mudo a principios de los años 30. Fue también un notable dramaturgo antes de iniciarse en el cine. Ya bien establecido en la industria cinematográfica se especializó en la adaptación al cine de obras de teatro de Broadway.

## Biografía
Nació en Washington, ciudad del condado de Beaufort en Carolina del Norte. Hijo de Henry Churchill de Mille, dramaturgo y ministro episcopal laico de Carolina de Norte y de Matilda Beatrice Samuel, quien nació en una familia judeo-sefardí en Inglaterra pero que se convirtió a la fe de su esposo. Era el hermano mayor del versátil Cecil B. DeMille, quien alteró su apellido a "DeMille" cuando fue a Hollywood, afirmando que de esa forma lucía mejor en las marquesinas (William continuó siendo conocido como "de Mille" al igual que su hija Agnes.) Recibió el título de bachiller de la Universidad de Columbia seguido de estudios de postgrado en la Academia de Arte Dramático, en escuelas alemanas y un segundo período en Columbia estudiando con Brander Matthews.

En 1903, se casó con Anna Angela George, hija del notable economista Henry George. Anna le dio a William dos hijos, la coreógrafa Agnes De Mille y la actriz Peggy George. En lo profesional, su vida fue estable. Fue un exitoso dramaturgo de Broadway, las obras de William fueron por lo general producidas por el extravagante productor teatral David Belasco. Una notable producción, The Warrens of Virginia de 1907 presentó a la futura estrella del cine Mary Pickford y a su hermano Cecil, ambos en ese momento eran actores novatos que desempeñaban papeles de menor importancia. William finalmente se mudaría a Hollywood siguiendo los pasos de Cecil. Fue uno de los más respetados directores de la era del cine mudo, aunque no llegó a ser tan famoso como su hermano y a pesar de que la mayoría de sus películas mudas se han perdido, Miss Lulu Bett de 1921 muestra un delicado toque en la narración de las desgracias de una empobrecida solterona pueblerina. Una de las escritoras involucradas en la película fue Clara Beranger con quien deMille se casaría en 1929.

Casi al mismo tiempo, William conoció también a Lorna Moon, una guionista escocesa establecida en Nueva York que también escribía sofisticadas comedias en Hollywood. En 1998, Richard de Mille, que se había criado en la casa de Cecil, reveló en su libro de memorias  My Secret Mother, Lorna Moon (Mi Madre Secreta, Lorna Luna) que William C. deMille era su padre y la escritora Lorna Moon su madre biológica. Richard había sido adoptado por Cecil y Constance DeMille para evitar el escándalo familiar. Aparentemente, la esposa de William nunca supo la verdad sobre el nacimiento de Richard.

Además de su fama cinematográfica, William de Mille fue uno de los primeros miembros de la Academia de Artes y Ciencias Cinematográficas (su hermano fue miembro fundador.) Con Douglas Fairbanks fue coanfitrión de la primera edición de los Premios Oscar en 1929 y único anfitrión de la segunda edición de los Premios de la Academia el año siguiente. También se desempeñó como presidente de la academia brevemente. DeMille ayudó a fundar la Escuela de Cine de la Universidad del Sur de California en 1929 y después de que su carrera teatral en la costa atlántica no pudiera resurgir a principios de 1930, participó activamente en aquella facultad hasta su muerte.

De Mille murió en 1955 mientras vivía en Playa del Rey, California, y fue enterrado en el Cementerio de Hollywood ahora conocido como el Cementerio Hollywood Forever.

## Filmografía

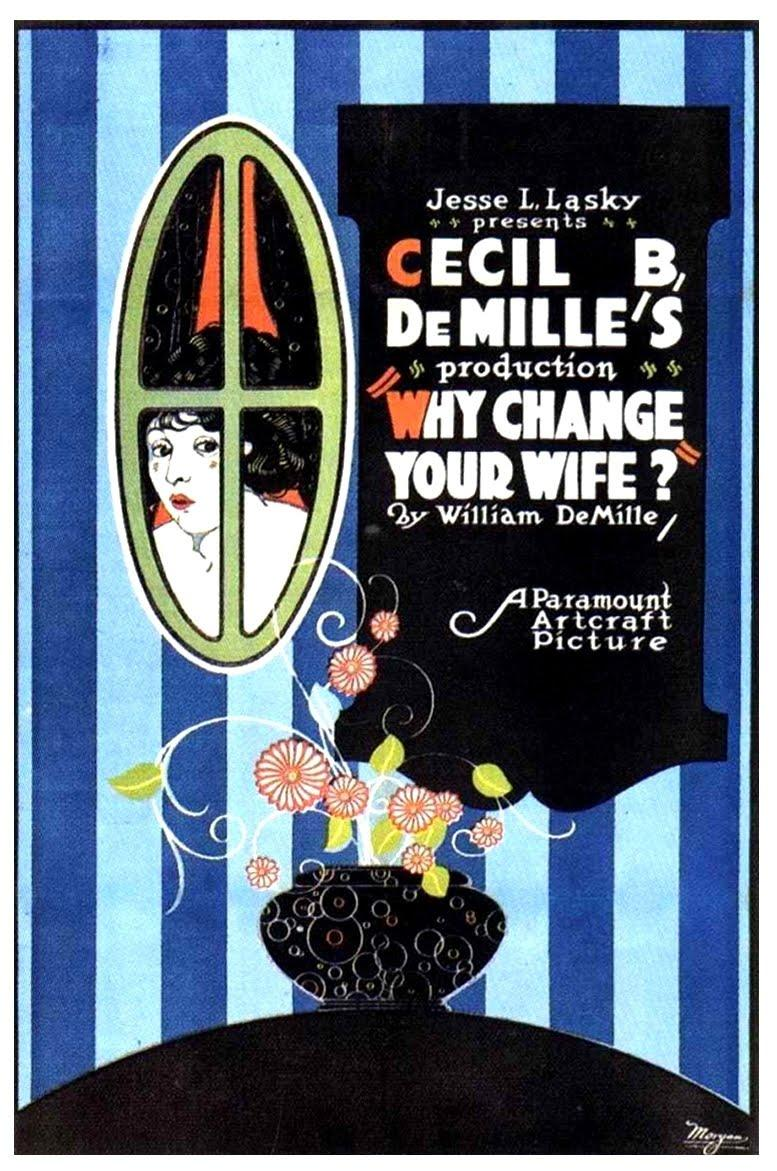
Why Change Your Wife? (1920).

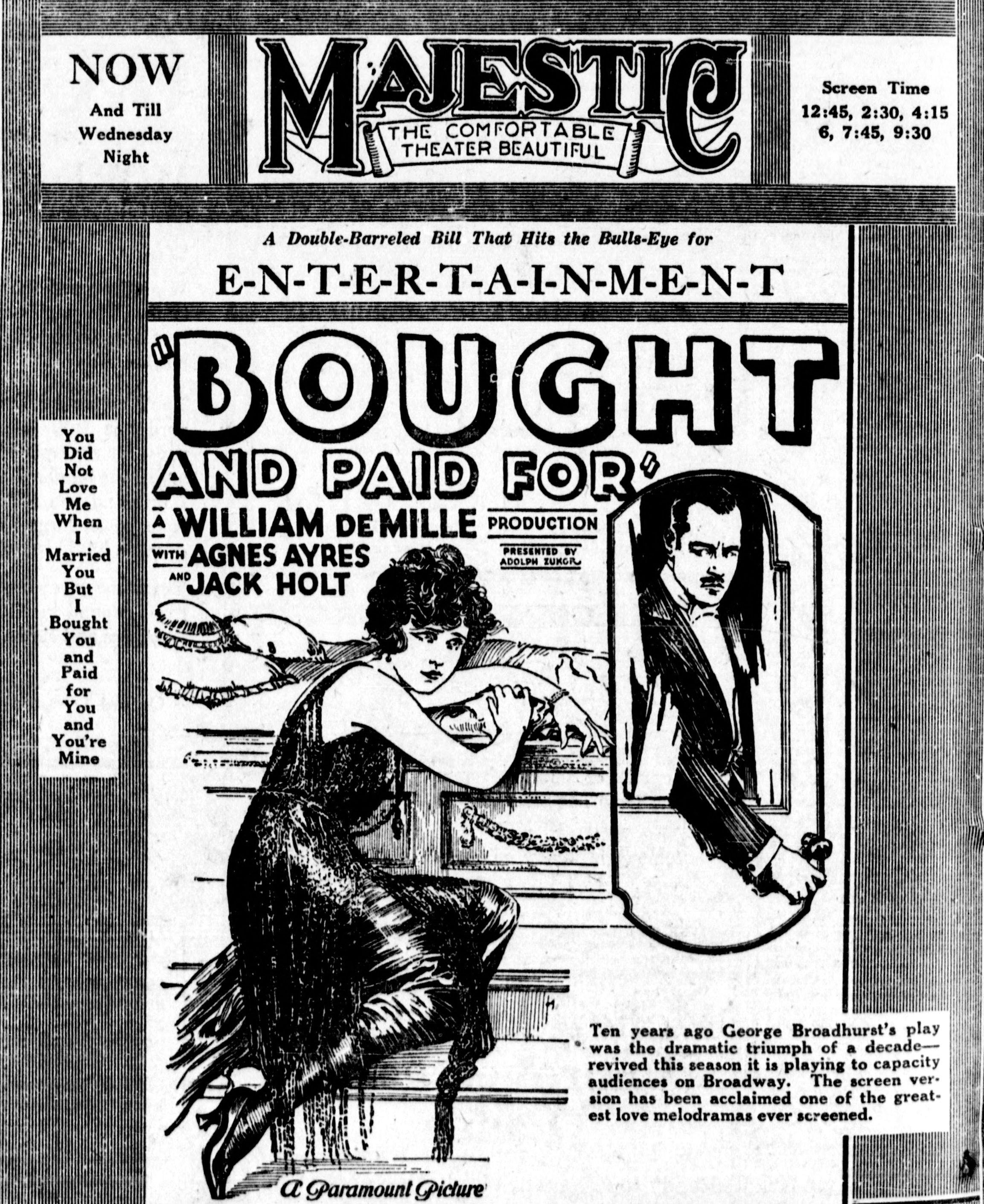
Bought and Paid For (1922).

| Año  | Película                     | Participación                        |
| ---- | ---------------------------- | ------------------------------------ |
| 1914 | Rose of the Rancho           | Actor                                |
| 1915 | Young Romance                | Autor de la Obra Teatral y Guionista |
| 1915 | The Wild Goose Chase         | Guionista                            |
| 1915 | Carmen                       | Guionista                            |
| 1916 | The Ragamuffin               | Director y Guionista                 |
| 1916 | The Sowers                   | Director                             |
| 1916 | The Heir to the Hoorah       | Director                             |
| 1916 | Maria Rosa                   | Coguionista                          |
| 1917 | The Secret Game              | Director                             |
| 1919 | For Better, for Worse        | Guionista                            |
| 1920 | The Tree of Knowledge        | Director                             |
| 1920 | Jack Straw                   | Director                             |
| 1920 | Conrad in Quest of His Youth | Director                             |
| 1920 | Why Change Your Wife?        | Autor                                |
| 1921 | Midsummer Madness            | Director y Productor                 |
| 1921 | What Every Woman Knows       | Director                             |
| 1921 | Miss Lulu Bett               | Director                             |
| 1922 | Bought and Paid For          | Director                             |
| 1922 | A Trip to Paramountown       | Actor                                |
| 1922 | Nice People                  | Director                             |
| 1922 | Clarence                     | Director                             |
| 1923 | Grumpy                       | Director                             |
| 1924 | Icebound                     | Director                             |
| 1924 | Classmates                   | Autor y Guionista                    |
| 1925 | New Brooms                   | Director                             |
| 1929 | The Idle Rich                | Director                             |